# Filip I de Boulogne

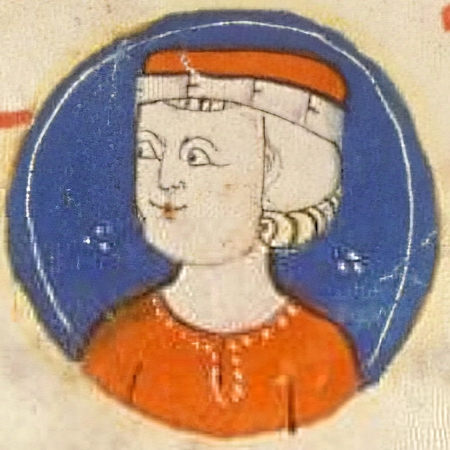

Filip I de Boulogne (Filip Hurepel) (n. 1201–1235) a fost conte de Clermont, de Boulogne, Mortain, Aumale și Dammartin.
Filip era fiul regelui Filip al II-lea al Franței cu soția sa controversată Agnes de Merania. Această ilegitimitate i-a afectat cariera. El a fost asociat cu întemeierea Tour du Guet din Calais.
El s-a căsătorit în jurul anului 1223 cu Matilda (d. cca. 1260), fiică a contesei Ida de Boulogne și a soțului acesteia, Reginald de Dammartin, conte de Boulogne.
Tânărul Filip, în baza jure uxoris, a devenit conte de Boulogne, Mortain, Aumale și Dammartin. El s-a răsculat împotriva cumnatei sale Bianca de Castilia, atunci când fratele său mai mare, regele Ludovic al VIII-lea al Franței a murit în 1226.
Când Filip a murit în 1235, Matilda a continuat să guverneze și s-a recăsătorit cu infantele Afonso, cel de al doilea fiu al regelui Afonso al II-lea al Portugaliei și fratele mai mic al regelui Sancho al II-lea.
Matilda și Filip au avut un fiu, Alberic și o fiică, Ioana, care amândoi i-au supraviețuit lui Filip.
Alberic a renunțat la drepturile sale și a plecat în Anglia, din motive necunoscute. Se pare că a supraviețuit mamei sale și că a murit în 1284, dar se presupune că nu a lăsat urmași.
Ioana s-a căsătorit în 1236 cu Gaucher de Châtillon, conte de Mortain (d. 1251), murind înaintea mamei ei în 1252 și se presupune, ca și în cazul lui Alberic, că nu a avut urmași.
Ca urmare, după Matilda, comitatul de Boulogne a revenit rudelor acesteia.